# Чемпионат СССР по самбо 1972
26-й Чемпионат СССР по самбо проходил в Красноярске с 19 по 22 октября 1972 года. В соревнованиях участвовало 207 спортсменов.

## Медалисты
| Весовая категория              | Золото                                         | Серебро                                             | Бронза                                                                                    |
| ------------------------------ | ---------------------------------------------- | --------------------------------------------------- | ----------------------------------------------------------------------------------------- |
| Наилегчайший вес (до 58 кг)    | Владимир Кюллёнен Вооружённые Силы (Ленинград) | Евгений Погорелов Вооружённые Силы (Ростов-на-Дону) | Валентин Шунгутов «Захмет» (Ашхабад) Г. Бейнашвили «Колмеурне» (Тбилиси)                  |
| Легчайший вес (до 62 кг)       | Александр Хош «Динамо» (Омск)                  | Зяки Умяров «Труд» (Горловка)                       | Николай Козицкий Вооружённые Силы (Киев) Николай Персиянов «Динамо» (Красноярск)          |
| Полулёгкий вес (до 66 кг)      | Сергей Мельниченко «Динамо» (Киев)             | Константин Герасимов «Динамо» (Саратов)             | Анатолий Рассадкин «Труд» (Москва) Беслан Меретуков «Урожай» (Майкоп)                     |
| Лёгкий вес (до 70 кг)          | Владимир Невзоров «Урожай» (Майкоп)            | Давид Рудман «Динамо» (Москва)                      | Константин Басс Вооружённые Силы (Кишинёв) Валерий Наталенко Вооружённые Силы (Ленинград) |
| 1-й полусредний вес (до 75 кг) | Александр Фёдоров «Труд» (Свердловск)          | Юрий Курицын Вооружённые Силы (Каунас)              | Ю. Герасимов «Труд» (Ленинград) Сергей Великотный «Даугава» (Рига)                        |
| 2-й полусредний вес (до 80 кг) | Чесловас Езерскас Вооружённые Силы (Каунас)    | Андрей Цюпаченко «Динамо» (Москва)                  | Рамаз Харшиладзе Вооружённые Силы (Тбилиси) Р. Койхосрашвили Вооружённые Силы (Тбилиси)   |
| 1-й средний вес (до 86 кг)     | Кирилл Романовский «Труд» (Москва)             | Евгений Соколов Вооружённые Силы (Москва)           | Амиран Музаев Вооружённые Силы (Тбилиси) А. Трофимов «Труд» (Московская область)          |
| 2-й средний вес (до 93 кг)     | Евгений Солодухин Вооружённые Силы (Москва)    | Владимир Покатаев Вооружённые Силы (Москва)         | Валерий Рухледев «Динамо» (Одесса) Николай Данилов «Динамо» (Омск)                        |
| Полутяжёлый вес (до 100 кг)    | Сергей Новиков «Динамо» (Киев)                 | Игорь Шуйский «Труд» (Свердловск)                   | Пётр Лубинец Вооружённые Силы (Кишинёв) Ильгиз Яруллин «Труд» (Салават)                   |
| Тяжёлый вес (свыше 100 кг)     | Владимир Саунин Вооружённые Силы (Киев)        | Виталий Кузнецов Вооружённые Силы (Москва)          | Джибило Нижарадзе «Динамо» (Тбилиси) Валентин Гуцу «Динамо» (Кишинёв)                     |

## Командный зачёт

### Среди регионов
1. РСФСР;
2. Москва;
3. Украинская ССР;

### Среди обществ
1. Советская Армия;
2. «Динамо»;
3. «Труд»;